# لذات فلسفه
لذات فلسفه: پژوهشی در سرگذشت و سرنوشت بشر (به انگلیسی: The Mansions of Philosophy: A Survey of human life and destiny) یک کتاب از ویل دورانت، استاد فلسفه و تاریخ‌نگار آمریکایی است که نخستین‌بار در سال ۱۹۲۹ میلادی با عنوان کاخ‌های فلسفه چاپ شد. این کتاب که در سال ۱۳۴۴ خورشیدی با نام «لذات فلسفه» به قلم عباس زریاب خویی به فارسی ترجمه و در ایران منتشر شد، اثری پژوهشی و شامل نظریات خاص ویل دورانت دربارهٔ مسائل اساسی زندگی و سرنوشت بشر است.

## معرفی
کتاب لذات فلسفه اثری پژوهشی و شامل نظریات خاص ویل دورانت دربارهٔ مسائل اساسی زندگی و سرنوشت بشر است. ویل دورانت در این کتاب به جای پرداختن به جزئیات مختلف فلسفی، بزرگان تاریخ فلسفه را به مخاطب می‌شناساند و در توصیف انواع مکاتب، به پرسش بنیادین آنها توجه می‌کند. ساختار کتاب پیرو یک ترتیب زمانی مشخص است؛ بدین صورت که دورانت آموزش فلسفه را از یونان باستان آغاز می‌کند، آن را به قرون وسطی و رنسانس می‌کشاند و سپس سری به دوران نوین می‌زند. دورانت برای درک بهتر مخاطب از فلسفهٔ هر عصر، تلاش می‌کند فضای اجتماعی و فرهنگی آن دوره را نیز ترسیم می‌کند.
ترجمهٔ پانصد صفحه‌ای این کتاب که در ۱۲۶ گفتار تنظیم شده است، شامل مجموعه گفتارهایی است که عناوینی چون: «عصر زیست‌شناسی، نسبیت اخلاق، روابط جنسی و اخلاق، تحول زناشویی، زیبایی چیست، بیان نژادیِ تاریخ، مرگ اقوام، آیندهٔ آمریکا، شراب و آزادی، مخارج مدینهٔ فاضله، عرفان، جادوگری، وظیفهٔ دین و...» را در بر می‌گیرد.

## درونمایه
کتاب لذات فلسفه در ۹ بخش و ۲۴ فصل نگاشته شده است. در بخش اول ویل دورانت دربارهٔ چرایی جاذبهٔ فلسفه و دلیل اهمیت این شاخهٔ علوم انسانی سخن می‌گوید. در بخش دوم سؤال ازلی-ابدی «حقیقت چیست؟» محور بحث اوست. یکی از موضوعات مورد بحث در بخش سوم تفاوت میان ایدئالیسم و ماتریالیسم است که ویل دورانت مفصلاً در این باب سخن گفته است. بخش چهارم به مبحث اخلاق و اصول اخلاقی در جوامع مختلف و نسبت آنها با فلسفه اختصاص دارد. همچنین موضوعات دیگری هم مانند عشق و زناشویی در این بخش مورد بحث و بررسی قرار گرفته‌اند. با خواندن بخش پنجم، خواننده به مفهوم بسیار مهم «زیبایی‌شناسی» اشراف نسبی حاصل می‌کند و نیز می‌تواند به اطلاعاتی دربارهٔ نسبت هنر و زیبایی دست یابد. در بخش ششم، ویل دورانت پای «تاریخ»، موضوع محبوبش را به کتاب می‌کشاند. او دربارهٔ جنگ‌های تاریخی و سیر تمدن‌ها در نسبت با فلسفه سخن می‌گوید و نظر خود را دربارهٔ آیندهٔ تمدن بیان می‌کند. در بخش هفتم آزادی، دموکراسی و نسبت حکومت‌ها با آزادی مورد بحث قرار می‌گیرند. جالب توجه است که دورانت بحث مدینهٔ فاضله را در آخرین فصل این بخش مطرح می‌کند و بلافاصله آن را به بخش «دین» یعنی بخش هشتم، پیوند می‌زند تا خوانندهٔ خلاق و متفکر بتواند از ربط حوادث نتایج مهم بگیرد. «مرگ» بزرگ‌ترین سؤال بی‌پاسخ بشر و در عین حال موضوع آخرین بخش کتاب لذات فلسفه است که در آن، در باب مراحلی که انسان در طول حیات خود می‌گذراند سخن رفته است.

## انتشار
این کتاب نخستین‌بار در ۱ ژانویه ۱۹۲۹ میلادی با نام کاخ‌های فلسفه در انتشارات سایمون اند شوستر چاپ و پس از یک دهه نایاب شد. در سال ۱۹۵۳، ویل دورانت کتاب را ویرایش و اصلاح کرد و با نام تازهٔ «لذت‌های فلسفه» (به انگلیسی: The Pleasure of Philosophy) منتشر ساخت. این نام جدید کتاب به پیشنهاد ناشران بوده است. این کتاب در سال ۱۳۴۴ خورشیدی با نام جدیدش به قلم عباس زریاب خویی به فارسی ترجمه و در ایران منتشر شد. چاپ بیست و یکم کتاب توسط شرکت انتشارات علمی و فرهنگی در سال ۱۳۸۸ روانهٔ بازار گردید.

## بازخورد
کتاب لذات فلسفه تاکنون به زبان‌های مختلفی ترجمه شده است. ساتردی ریویو مجلهٔ نقد و بررسی آمریکایی، دربارهٔ آن نوشت: «آزمایش درخشان ایده‌ها ... آقای دورانت مانند داستان‌های پلیسی، فلسفه را هیجان‌انگیز می‌نویسد.» واشینگتن پست نیز کتاب را چنین توصیف کرد: «یک نظرسنجی عالی... ویل دورانت کتابی نوشته است که باید علاقهٔ هر خوانندهٔ باهوشی را برانگیزد.» این کتاب از آثار پرفروش در ایران است که تا سال ۱۴۰۱، به چاپ سی و چهارم رسید.